# Takelot II.
Takelot II. war ein altägyptischer Pharao (König) der 22. Dynastie (Dritte Zwischenzeit), der von etwa 842/841 bis 816/815 v. Chr. regierte. Er ist der Vater von Osorkon III. und Scheschonq III. Er kam als Sohn von Osorkon II. in dessen 23. Regierungsjahr kurz nach dem Sedfest als Mitregent an die Macht. Sein Regierungsbereich konzentrierte sich später auf Oberägypten.

## Familie
Verheiratet ist Takelot II. mit Karomama Meritmut II., der Tochter des Hohepriesters des Amun und Fürsten Namilt (II.) von Herakleopolis; seine Eltern sind unbekannt.

## Herrschaft

### Belege
Nach Jürgen von Beckerath, D. A. Aston, A. Leahy und K. Jansen-Winkeln ist Takelot II. der erste König einer eigenen oberägyptischen Linie innerhalb der 22. Dynastie. Takelot II. übernahm nach dem Tod seines Vaters im fünften Jahr seiner Mitregentschaft die alleinige Regierung. Scheschonq III., der gemäß Nilstandsmarke 24 etwa sieben Jahre vor Petubastis I. zum König ernannt wurde, tolerierte seine Herrschaft, nachdem Takelot II. sich den Weisungen Unterägyptens unterstellte.
Takelot II. musste sich wie Scheschonq III. den Angriffen von Petubastis I. in Theben erwehren, konnte aber seine Herrschaft in Oberägypten behaupten. Petubastis I. muss etwa zeitgleich mit Takelot II. auf den Thron gekommen sein, da die Auseinandersetzungen zwischen beiden Herrschern auf den Nilstandsmarken vom fünften bis zum 23. Regierungsjahr des Takelot II. erwähnt werden.

### Daten Amun-Re-Fest
Im 11. Regierungsjahr des Takelot II. eroberte etwa vier Monate vor dem Amun-Re-Fest sein Sohn Osorkon III. die Region Theben. Etwa zur selben Zeit hatte Osorkon am 21. Achet IV im 11. Regierungsjahr von Takelot II. das Amt „Hohepriester des Amun“  angetreten. Feierlichkeiten bezüglich einer Priesterernennung des Hori sind im Rahmen des Amun-Re-Festes für den  11. Schemu I in Theben belegt:

„Jahr 11 unter der Majestät „Takelot, geliebt von Amun, Sohn der Isis“ (Takelot II.), Tag 11 im 1. Monat der Jahreszeit Schemu, am Tag der Ankunft im siegreichen Theben...seines ersten Propheten des Amun, Oberbefehlshaber und Anführer, Osorkon, der siegreiche Sohn des Königs (Takelot II.), ... an seinem schönen Fest des ersten (Mond)monats Schemu.“

Aufgrund des Amun-Re-Festes, das grundsätzlich am Neumondtag begann und fünf Tage dauerte, ergeben sich mehrere Möglichkeiten der Datierung, da aus der Inschrift nicht hervorgeht, an welchem Tag des Amun-Re-Festes sein Sohn Osorkon ankam und wann Takelot II. die Priesterweihe des Hori vornahm. Sicher ist lediglich, dass Takelot II. bei Ankunft von Osorkon bereits das Amun-Re-Fest feierte. Aus Quellen anderer Jahre ist bekannt, dass Priesterernennungen auch am dritten oder vierten Tag des Amun-Re-Festes vorgenommen wurden.
Als chronologischer Ansatz kommen daher alle Amun-Re-Feste in Frage, die den 11. Schemu als Festtag beinhalten. Andererseits kann der Vorabend des Amun-Re-Festes ebenfalls für eine Ankunft von Osorkon als Möglichkeit in Betracht kommen, da der Neumond und damit der erste Mondmonatstag während der Nacht als Auftakt zum Amun-Re-Fest feierlich begrüßt wurde. Insbesondere der Hinweis, dass Hori im reinen See des Osiris mit Salzen gereinigt wurde, verweist auf die Riten der Einbalsamierung, die auch am ersten Tag des Amun-Re-Festes vorgenommen werden konnten. Insofern kommt auch als offizieller Festbeginn die zwölfte Nachtstunde des 11. Schemu in Frage, die das Amun-Re-Fest in der ersten Stunde des Tages vom 12. Schemu einleitete.
Rolf Krauss entschied bei seinem Ansatz, dass es sich bei dem 11. Schemu I um den ersten Tag des Amun-Re-Festes handele. Aufgrund dieser Hypothese kommt nur das Jahr 846 v. Chr. in Frage, da ansonsten das Amun-Re-Fest an anderen Tagen begann. Jürgen von Beckeraths und Aidan Dodsons Vorschläge beinhalten dagegen die Variante, dass der 11. Schemu nicht den ersten Tag des Amun-Re-Festes darstellt. Ergänzend zieht Jürgen von Beckerath in seinen Ausführungen aus dem Jahr 2003 auch andere Beginnmöglichkeiten von Takelots erstem Regierungsjahr in Erwägung. Grundsätzlich können jedoch jene Vorschläge ausgeschlossen werden, die das Amun-Re-Fest und die damit verbundenen möglichen Jahre nicht berücksichtigen.
| Mögliche Jahre für den 11. Schemu I als Tag des Amun-Re-Festes |                      |                              |                      |                   |
| Jahr                                                           | Festtage             | Datierung (J)                | Datierung (G)        | 1. Regierungsjahr |
| 846 v. Chr.                                                    | 11. bis 15. Schemu I | 28. November bis 2. Dezember | 20. bis 24. November | 856 v. Chr.       |
| 843 v. Chr.                                                    | 8. bis 12. Schemu I  | 24. bis 28. November         | 16. bis 20. November | 853 v. Chr.       |
| 835 v. Chr.                                                    | 12. bis 16. Schemu I | 26. bis 30. November         | 18. bis 22. November | 845 v. Chr.       |
| 832 v. Chr.                                                    | 9. bis 13. Schemu I  | 22. bis 26. November         | 14. bis 18. November | 842 v. Chr.       |
| 829 v. Chr.                                                    | 7. bis 11. Schemu I  | 19. bis 23. November         | 11. bis 15. November | 839 v. Chr.       |
| 824 v. Chr.                                                    | 12. bis 16. Schemu I | 23. bis 27. November         | 15. bis 19. November | 834 v. Chr.       |
| 821 v. Chr.                                                    | 10. bis 14. Schemu I | 20. bis 24. November         | 12. bis 16. November | 831 v. Chr.       |

### Omen einer Mondfinsternis
Im 15. Regierungsjahr wird symbolisch das negative Omen einer Mondfinsternis für den 25. Schemu IV mit den ausgebrochenen Unruhen in Verbindung gebracht. Die Einsetzung des Kronprinzen Osorkon als Hohepriester im 11. Regierungsjahr hatte wohl zunächst schwelende Konflikte mit dem Hohepriester Harsiese II. verursacht, die schließlich im Jahr des Omens in einen Bürgerkrieg mündeten, der Ober- und Unterägypten überzog:

„Im 15. Regierungsjahr, am 25. Schemu IV, unter der Majestät (Takelot II.), der Gott, der Theben regierte: Nicht verschluckte der Himmel den Mond, (dennoch) entstand ein Wüten des Himmels im Land wie [...]. Die Kinder der Rebellion brachten Unruhen in die südlichen und nördlichen Landesteile. Sie wurden nicht müde des Kampfes, so wie auch Horus (nicht müde wurde), für seinen Vater zu kämpfen. Jahre vergingen, in denen man darum betete, wieder ungehindert mit den Landsleuten (in Kontakt) zu treten.“

### Regierungsdauer
Als sein höchstes Jahr wird das „25. Jahr“, eventuell auch ein „26. Jahr“ auf einer Mumienbinde genannt. Aus dieser Zeit, einer kurzen Friedenszeit, datiert auch eine Landschenkung zugunsten der Schwester Osorkons, Karomama. Dieser Pharao wird nur auf einigen anderen Denkmälern erwähnt, von eigener Baupolitik ist nichts bekannt und politisch tritt er wenig in Erscheinung. Nach Kenneth A. Kitchen ist er ein "träger und ehrgeizloser König".

### Sein Tod
Der im Grab von Osorkon II. in Tanis gefundene Leichnam wurde lange Zeit für die Mumie des Takelot II. gehalten. Inzwischen wurde er jedoch als der von Takelot I. identifiziert.